# Ты умрёшь в 20
«Ты умрёшь в 20» (араб. ستموت في العشرين‎) — суданский драматический фильм 2019 года режиссёра Амджада Абу Алалы. Эта картина была выбрана в качестве представителя Судана на соискание премии «Оскар» за лучший иностранный художественный фильм на 93-й церемонии вручения премии «Оскар», но не попала в шорт-лист Это был первый фильм из Судана, который когда-либо был представлен на конкурс премии «Оскар».

## Сюжет
Сюжет фильма, похожий на басню, основан на рассказе суданского писателя Хаммура Зиады.
Суфийский мистик из суданского селения в провинции Эль-Гезира у реки Нил предсказывает, что Музамиль, новорождённый мальчик, умрёт при достижении им 20-летнего возраста. В начале своего подросткового периода Музамиль живёт и развивается, как и другие дети, но иногда его одолевают беспокойства по поводу своего будущего.
В это время он знакомится с Сулейманом, изгоем в их общине, который вернулся на родину, проведя годы за границей. Сулейман владеет кинопроектором и начинает показывать Музамилю фильмы в своём доме, тем самым знакомя юношу с неизведанным для него миром. И вот, когда ему исполняется двадцать лет, он оказывается перед автобусом, который может увезти его далеко прочь от своей общины.

## Актёрский состав
- Ислам Мубарак — Сакина, мать Музамиля
- Мустафа Шехата — подросток Музамиль
- Муатасем Рашид — юный Музамиль
- Махмуд Ассаррадж — Сулейман
- Бонна Халид — Наима
- Талал Афифи[англ.] — Алнур, отец Музамиля

## Контекст
Поскольку с момента обретения независимости в 1956 году в Судане было снято небольшое количество фильмов, «Ты умрёшь в 20» стал лишь восьмым полнометражным фильмом этой страны. Кинорежиссёр Амджад Абу Алала родился в Дубае в семье выходцев из Судана. Он снимал эту картину на севере Судана во время хаоса, связанного с суданской революцией, на фоне трудностей, связанных с отсутствием в Судане киноиндустрии как таковой, а также с тогдашним исламистским правлением в государстве.

## Критика и приём
Премьера фильма состоялась в параллельной секции Венецианского международного кинофестиваля 2019 года «Дни Венеции». Картина была отмечена премией «Лев будущего» за лучший дебютный полнометражный фильм. Впоследствии «Ты умрёшь в 20» также удостоился Золотой звезды на египетском кинофестивале в Эль-Гуне, а также наград на других смотрах.
В 2021 году Film Movement, американский дистрибьютор отмеченных наградами независимых и зарубежных фильмов, взялся за распространение фильма через виртуальный кинотеатр, на домашних развлекательных и цифровых платформах.
В своём обзоре для журнала Variety кинокритик Джей Вайсберг охарактеризовал суданский фильм как «поразительную работу и впечатляющий первый полнометражный фильм, получившийся таким во многом благодаря своей великолепной визуальной конструкции».
Рецензент из The Guardian Кэт Кларк дала фильму четыре звезды из пяти, описав его как «притчу об опасностях слепой веры в религию и авторитеты, но также полную сострадания и принятия человеческой природы». Она отметила в фильме «несколько великолепных изображений таких, как мерцающие в лучах солнца пылинки или берега Нила, придающие фильму некую мифическую потусторонность».
Фильм начал демонстрироваться в кинотеатрах Германии 25 августа 2022 года и получил положительные отзывы в местных специализированных журналах и газетах.